# Gabriel Riera i Sorell
Gabriel Riera i Sorell (Sant Joan, 18 de gener de 1919 - Palma, 14 de febrer de 2022) fou un activista polític mallorquí, militant de les Joventuts Socialistes Unificades i víctima de la repressió franquista a Mallorca, conegut per ser el darrer supervivent dels camps de concentració instal·lats a Mallorca entre 1936 i 1942. Fou membre fundador de l'associació Memòria de Mallorca.
Va néixer a Sant Joan però de ben petit es traslladà a viure a Sóller on estudià a l'escola pública. Va començar a treballar de ferrer als 14 anys. Procedia d'una família marcadament d'esquerres, el seu pare (Gabriel Riera Llodrà) fou militant de la Unió General de Treballadors i president del Sindicat Metal·lúrgic de Sóller. El 1934 es veieren forçats a anar-se'n de Sóller pel boicot empresarial patit per la família. Es traslladaren a Palma i s'instal·laren a Ses Cadenes. Allà trobaren un ambient més favorable a la seva ideologia ja que hi havia una important activitat sindical pels trencadors de marès. A més, coincidí amb destacades figures de l'esquerra mallorquina com Ignasi Ferretjans, Heriberto Quiñones, Aurora Picornell i Ateu Martí. Un cop afiliat a les Joventuts Socialistes Unificades i al PCE, fou un membre actiu de la comunitat participant a les reunions, actes polítics i socials que es duien a terme.

## Empresonament
Després del cop d’Estat contra la República s'amagà, però el mes setembre del 1936 fou detingut i empresonat a la presó de Can Mir. D’aquí passà, pel desembre, a diversos camps de concentració situats als municipis de Campos, Sóller, Pollença i Manacor. A més de la reclusió i els maltractaments, fou obligat a fer treballs forçats i participà en la construcció de les carreteres de Campos, Can Farineta, Ses Salines, Son Amoixa, Pollença i Felanitx. Acabada la Guerra Civil, al 1940 fou deportat a Tetuan, on s'encarregaven d'arreglar l'aeroport. Més tard li atribuïren tasques administratives per acabar sent traslladat al camp de Sierra Carbonera, a Màlaga, d'on Riera té records particularment espantosos. Allà patiren tot tipus de maltractaments i eren obligats a cavar per fer nius d'ametralladores per defensar-se o atacar Gibraltar. Fou llavors quan fou traslladat a Cerro Muriano, Córdova. Aquí fou quan l'hospitalitzaren per recuperar-se de la desnutrició que patia.

## Alliberament i exili
L'any 1942 fou alliberat després de sis anys de presó i treballs forçats sense haver estat mai processat, únicament a causa de la seva condició de jove militant d’esquerres. Arribà a Mallorca en vaixell després de passar per València. Féu el servei militar obligatori i s'incorporà a les obres de construcció del moll de Porto Pi. Formà part d'una cèl·lula clandestina del PCE, però la situació política l'empenyé cap a l'exili a Alger juntament amb tres amics.
A Alger, en aquell moment era colònia francesa, treballava de cap al taller de l'estació marítima i vivia en unes condicions dignes que li permeteren pagar el passatge als seus pares per viure amb ell. Allà es casà i hi varen viure fins que arran de la independència algeriana tornaren a Mallorca i s'establiren al barri de Son Cladera.

## Tornada a Mallorca
Als darrers anys del franquisme i al principi de la transició reprengué el seu compromís social i polític, i participà en la constitució de la primera associació de veïnats de Son Cladera. El 1991 publicà les seves memòries Cròniques d’un presoner mallorquí als camps de concentració (1936-1942) amb l'editorial El Tall. A més, col·laborà activament amb el moviment per la recuperació de la memòria democràtica amb la fundació de l'associació Memòria de Mallorca.
Cal destacar la seva contribució al documental Nosaltres els vençuts (2003), als actes de commemoració del 75è aniversari de la proclamació de la República (2006) i, sobretot, les seves conferències col·loqui en instituts d’ensenyament secundari i a la Universitat de les Illes Balears.
L'any 2019 rebé la Medalla d'Or del Consell de Mallorca.
Morí el 14 o el 15 de febrer de 2022 a Palma, a l'edat de 103 anys, dies abans de la presentació de la reedició de les seves memòries.